# Reach (Snuff)
Reach è un album degli Snuff pubblicato nel 1995.

## Tracce
1. I Know What You Want – 1:43
2. Teabag – 1:58
3. The Damage Is Done – 1:39
4. Spend, Spend, Spend – 1:48
5. If I Tried – 2:27
6. Hellbound – 3:46
7. Smile (That's Fine) – 3:31
8. It's You – 1:53
9. Bingo – 2:52
10. Ichola Buddha – 2:07
11. Porro – 2:17
12. Sweet Dreams – 1:58
13. I Can See Clearly Now (BonusTrack) – 3:24
14. That's Fine (Smile) (BonusTrack) – 3:30
15. Ichola Buddha (BonusTrack) – 2:13
16. Porro (BonusTrack) – 2:16
17. Sweet Dreams (BonusTrack) – 2:23

## Formazione
- Duncan Redmonds - voce, batteria
- Loz Wong - chitarra
- Lee Batsford - basso
- Dave Redmonds - trombone